# Station Gournay-Ferrières
Station Gournay-Ferrières is een spoorwegstation in de plaats Ferrières-en-Bray aan de spoorlijn Saint-Denis - Dieppe. Voorheen begon bij dit station ook de spoorlijn Goincourt - Gournay-Ferrières. Het station was sedert 2009 geheel buiten gebruik, maar na veel deliberatie is besloten de lijn weer te heropenen, hetgeen in 2013 geschiedde. Desondanks is het stationsgebouw in 2014 aangewezen voor de sloop, op de plek van het gebouw is nu een parkeerplaats voorzien.

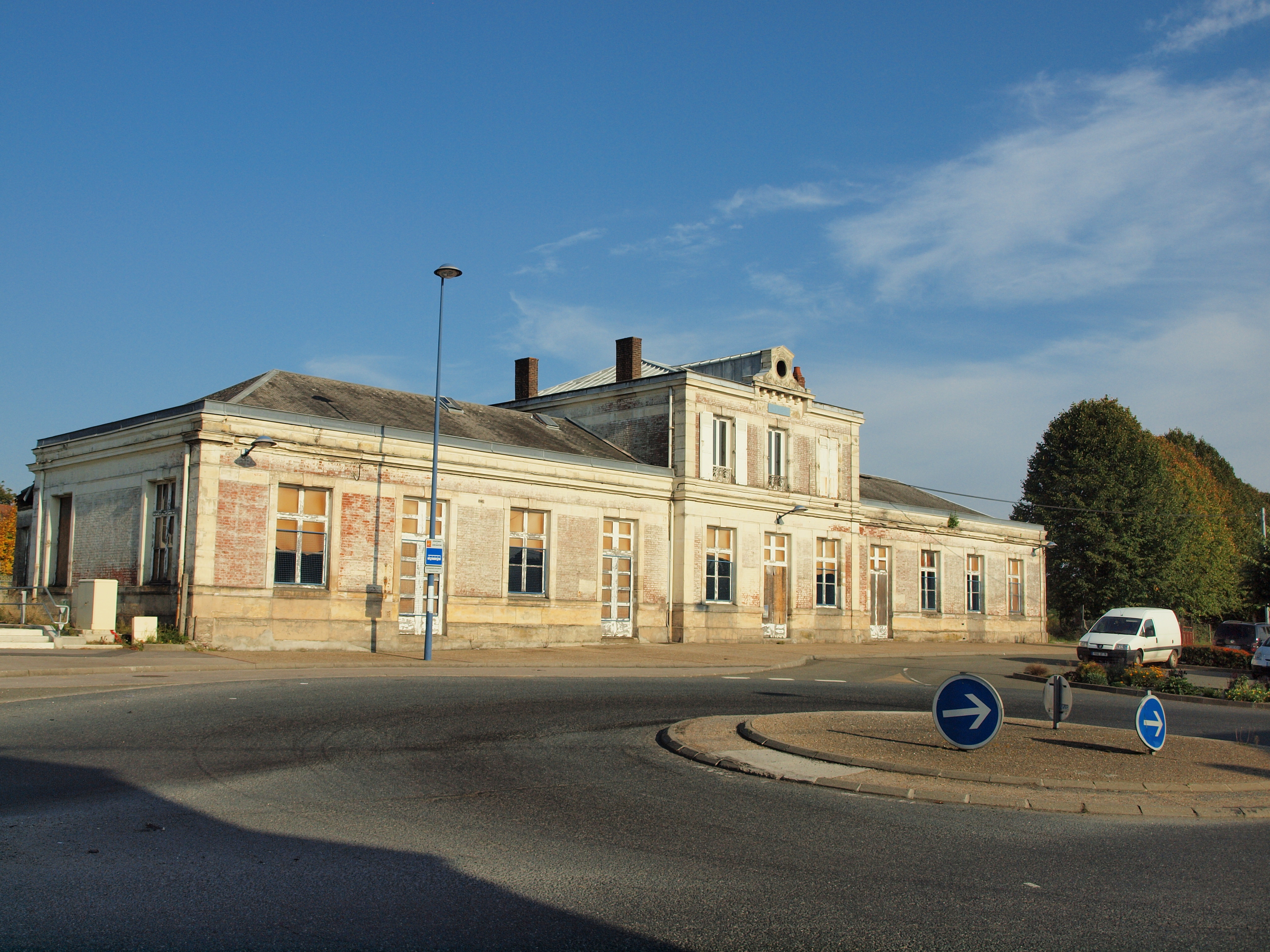
Het stationsgebouw in 2015